# La Cova del Codó
La Cova del Codó, en alguns mapes Roques del Codó és una muntanya de 1.407,9 metres actualment dins del terme de Tremp, al Pallars Jussà, però que havia estat limítrof entre els antics termes de Gurp de la Conca, del Pallars Jussà i Sapeira, de l'Alta Ribagorça, ara tots dos integrats en el terme de Tremp.
És el turó de més al sud-oest de la Serra de Gurp, i té encara al seu sud-oest lo Pico Xic. Està situat entre els pobles de Gurp, que queda al sud-est, i Sapeira, al nord-oest.